# Foulain
Foulain és un municipi francès situat al departament de l'Alt Marne i a la regió del Gran Est. L'any 2007 tenia 746 habitants.

## Demografia

### Població
El 2007 la població de fet de Foulain era de 746 persones. Hi havia 308 famílies de les quals 84 eren unipersonals (44 homes vivint sols i 40 dones vivint soles), 112 parelles sense fills, 104 parelles amb fills i 8 famílies monoparentals amb fills.
La població ha evolucionat segons el següent gràfic:
Habitants censats

### Habitatges
El 2007 hi havia 343 habitatges, 306 eren l'habitatge principal de la família, 16 eren segones residències i 21 estaven desocupats. 307 eren cases i 36 eren apartaments. Dels 306 habitatges principals, 249 estaven ocupats pels seus propietaris, 48 estaven llogats i ocupats pels llogaters i 9 estaven cedits a títol gratuït; 10 tenien dues cambres, 39 en tenien tres, 70 en tenien quatre i 188 en tenien cinc o més. 248 habitatges disposaven pel capbaix d'una plaça de pàrquing. A 132 habitatges hi havia un automòbil i a 150 n'hi havia dos o més.

### Piràmide de població
La piràmide de població per edats i sexe el 2009 era:
| Homes | Edats   | Dones |
| ----- | ------- | ----- |
| 0     | 95 o +  | 0     |
| 0     | 90 a 94 | 0     |
| 4     | 85 a 89 | 4     |
| 12    | 80 a 84 | 0     |
| 16    | 75 a 79 | 24    |
| 0     | 70 a 74 | 8     |
| 16    | 65 a 69 | 12    |
| 32    | 60 a 64 | 24    |
| 32    | 55 a 59 | 12    |
| 28    | 50 a 54 | 32    |
| 32    | 45 a 49 | 48    |
| 28    | 40 a 44 | 28    |
| 20    | 35 a 39 | 28    |
| 32    | 30 a 34 | 28    |
| 28    | 25 a 29 | 28    |
| 8     | 20 a 24 | 0     |
| 16    | 15 a 19 | 20    |
| 12    | 10 a 14 | 24    |
| 24    | 5 a 9   | 28    |
| 24    | 0 a 4   | 32    |

## Economia
El 2007 la població en edat de treballar era de 489 persones, 365 eren actives i 124 eren inactives. De les 365 persones actives 338 estaven ocupades (191 homes i 147 dones) i 27 estaven aturades (8 homes i 19 dones). De les 124 persones inactives 55 estaven jubilades, 34 estaven estudiant i 35 estaven classificades com a «altres inactius».

### Ingressos
El 2009 a Foulain hi havia 300 unitats fiscals que integraven 732,5 persones, la mediana anual d'ingressos fiscals per persona era de 19.096 €.

### Activitats econòmiques
Dels 32 establiments que hi havia el 2007, 1 era d'una empresa alimentària, 4 d'empreses de fabricació d'altres productes industrials, 7 d'empreses de construcció, 10 d'empreses de comerç i reparació d'automòbils, 2 d'empreses de transport, 2 d'empreses d'hostatgeria i restauració, 4 d'entitats de l'administració pública i 2 d'empreses classificades com a «altres activitats de serveis».
Dels 11 establiments de servei als particulars que hi havia el 2009, 1 era una oficina de correu, 1 taller de reparació d'automòbils i de material agrícola, 2 guixaires pintors, 3 fusteries, 1 lampisteria, 1 electricista, 1 perruqueria i 1 restaurant.
Dels 2 establiments comercials que hi havia el 2009, 1 era una botiga de menys de 120 m² i 1 una fleca.
L'any 2000 a Foulain hi havia 9 explotacions agrícoles que ocupaven un total de 1.065 hectàrees.

## Equipaments sanitaris i escolars
L'únic equipament sanitari que hi havia el 2009 era una farmàcia.
El 2009 hi havia una escola elemental integrada dins d'un grup escolar amb les comunes properes formant una escola dispersa.

## Poblacions més properes
El següent diagrama mostra les poblacions més properes.